# Giovanni Andrea Doria
Giovanni Andrea Doria (Genova, 1539. február 5. – Genova, 1606. február 2.) a Lepantói csatában harcoló Szent Liga egyik parancsnoka volt.

## Családja
Szülei Giannettino Doria és Ginetta Centurione voltak. Apját 1547-ben, a Fieschi összeesküvésben meggyilkolták. Nevelését nagybátyja, Andrea Doria vette át. Nyolcéves volt, amikor nagybátyja gályaszolgálatra vitte, hogy szokja a hajózást. Tízéves korában családja kiházasította: egy távoli rokonát, Zenobia del Carrettit kellett elvennie. A házasság célja a vagyonok egyesítése volt. 1560-ban megörökölte Andrea Doria javait, egy villát Fasolóban, a nemesi címeket és a gályákat. Öt gyermeke született.

## Pályafutása
Nagyjából ötven éven át szolgálta a spanyol koronát a Földközi-tengeren. 1560-ban ő volt a spanyol flotta parancsnoka a vesztes dzserbai csatában, majd 1571-ben a Szent Liga flottájának jobbszárnyát irányította a Lepantói csatában. 1583-ban II. Fülöp spanyol király megbízta a földközi-tengeri spanyol flotta vezetésével, és 1594-ben tagja lett a spanyol államtanácsnak. Hatalmas vagyont halmozott fel, a Genovai Köztársaság területén számos palotája állt, valamint nagy birtokai voltak, többek között Melfiben, amelynek hercegi címe is az övé volt. Vagyonából több vallási célú épület emelését támogatta, például a genovai Szentlélek-kolostorét.